# Birac (Charente)
Abzac é uma comuna francesa na região administrativa da Nova Aquitânia, no departamento de Charente. Estende-se por uma área de 11,84 km². Em 2010 a comuna tinha 370 habitantes (densidade: 31,3 hab./km²).